# فيفا كرة القدم 2004
فيفا 2004 (بالإنجليزية: FIFA Football 2004)‏ هي لعبة فيديو صدرت في 2003. وهي متوفرة على أجهزة بلاي ستيشن وويندوز . اللعبة من تطوير إي أيه كندا وهي من نشر إلكترونيك آرتس.

## وصلة خارجية
- FIFA Soccer 2004 على موبي غيمز